# Серрастретта
Серрастретта (італ. Serrastretta, сиц. Serrastritta) — муніципалітет в Італії, у регіоні Калабрія,  провінція Катандзаро.
Серрастретта розташована на відстані близько 460 км на південний схід від Рима, 22 км на північний захід від Катандзаро.
Населення — 3190 осіб (2014).
Покровитель — San Gaetano.

## Демографія
Населення за роками:

Станом на 1 січня 2023 року в муніципалітеті офіційно проживав 51 іноземець з 9 країн, серед них 38 громадян країн Євросоюзу та 5 громадян України.

## Сусідні муніципалітети
- Амато
- Деколлатура
- Феролето-Антіко
- Ламеція-Терме
- Мільєрина
- П'янополі
- Платанія
- Сан-П'єтро-Апостоло